# Кубок Америки з футболу 2001
Кубок Америки з футболу 2001 року — сороковий розіграш головного футбольного турніру серед національних збірних Південної Америки.
Турнір відбувався з 11 по 29 липня 2001 року в Колумбії. Переможцем вперше стала збірна Колумбії, здолавши у вирішальному матчі збірну Мексики. Причому господарі стали першим чемпіоном, що не пропустив протягом турніру жодного голу. Завдяки перемозі колумбійці отримали право представляти свою конфедерацію на Кубку конфедерацій 2003 року.

## Формат
До десяти збірних команд КОНМЕБОЛ на турнір були запрошені дві команди гостей — Мексика і Канада, щоб довести число учасників до 12. 12 команд, розбиті на 3 групи по 4 команд, в одноколовому турнірі визначали 8-х учасників плей-оф (3 переможці груп, 3 команди, що зайняли другі місця, і 2 найкращі команди, що зайняли треті місця), які потрапляли у чвертьфінал.
Господаркою чемпіонату стала Колумбія. До проведення турніру відбулися три розгляди проблем безпеки у Колумбії, 1 липня було навіть оголошено про скасування турніру, Венесуела запропонувала провести чемпіонат у неї, проте КОНМЕБОЛ все-таки зважився провести чемпіонат в Колумбії. Посилаючись на труднощі в забезпеченні безпеки своїх футболістів і на отримані ними загрози, Аргентина відмовилася від участі в турнірі. Крім того коли турнір спочатку був скасований, Канада розпустила тренувальний табір і канадські гравці повернулися у свої клубні команди. Асоціація футболу Канади після цього оголосила, що вони не зможуть взяти участь у відновленому турнірі. Для підтримки числа учасників терміново були запрошені ще 2 країни - Коста-Рика і Гондурас, причому остання встигла з'явитися в країні лише 13 липня, вже після початку чемпіонату на літаку ВПС Колумбії, всього за кілька годин до своєї першої гри. Тим не менш гондурасці добре зарекомендували себе на турнірі, зайнявши призове третє місце.
Незважаючи на проблеми до турніру, під час самого турніру не було жодного випадку насильства або акту нападу по відношенню до будь-якої з країн-учасниць.

## Стадіони
| Арменія           | Арменія Барранкілья Богота Калі Манісалес Медельїн Перейра | Барранкілья            |
| ----------------- | ---------------------------------------------------------- | ---------------------- |
| Сентенаріо        | Арменія Барранкілья Богота Калі Манісалес Медельїн Перейра | Метрополітано          |
| Місткість: 29,000 | Арменія Барранкілья Богота Калі Манісалес Медельїн Перейра | Місткість: 60,000      |
|                   | Арменія Барранкілья Богота Калі Манісалес Медельїн Перейра |                        |
| Богота            | Арменія Барранкілья Богота Калі Манісалес Медельїн Перейра | Перейра                |
| Ель Кампін        | Арменія Барранкілья Богота Калі Манісалес Медельїн Перейра | Ернан Рамірес Вільєгас |
| Місткість: 48,300 | Арменія Барранкілья Богота Калі Манісалес Медельїн Перейра | Місткість: 30,313      |
|                   | Арменія Барранкілья Богота Калі Манісалес Медельїн Перейра |                        |
| Манісалес         | Калі                                                       | Медельїн               |
| Палогранде        | Паскуаль Герреро                                           | Атанасіо Хірардот      |
| Місткість: 36,553 | Місткість: 45,625                                          | Місткість: 52,000      |
|                   |                                                            |                        |

## Груповий етап

### Група A
| Збірна    | І | В | Н | П | ГЗ | ГП | Р  | О |
| --------- | - | - | - | - | -- | -- | -- | - |
| Колумбія  | 3 | 3 | 0 | 0 | 5  | 0  | +5 | 9 |
| Чилі      | 3 | 2 | 0 | 1 | 5  | 3  | +2 | 6 |
| Еквадор   | 3 | 1 | 0 | 2 | 5  | 5  | 0  | 3 |
| Венесуела | 3 | 0 | 0 | 3 | 0  | 7  | −7 | 0 |

| 2001-07-11 18:00 |

| Еквадор  | 1–4 | Чилі                                       |
| -------- | --- | ------------------------------------------ |
| Чала 52' |     | Навія 29' Монтесінос 72', 90' Корралес 84' |

| Метрополітано, Барранкілья Глядачів: 40,000 Арбітр: Хільберто Ідальго (Перу) |

| 2001-07-11 20:45 |

| Колумбія                             | 2–0 | Венесуела |
| ------------------------------------ | --- | --------- |
| Грісалес 15' Арістісабаль 59' (пен.) |     |           |

| Метрополітано, Барранкілья Глядачів: 50,000 Арбітр: Рене Ортубе (Болівія) |

| 2001-07-14 16:15 |

| Чилі           | 1–0 | Венесуела |
| -------------- | --- | --------- |
| Монтесінос 78' |     |           |

| Метрополітано, Барранкілья Глядачів: 33,000 Арбітр: Хільберто Алькала (Мексика) |

| 2001-07-14 18:30 |

| Колумбія         | 1–0 | Еквадор |
| ---------------- | --- | ------- |
| Арістісабаль 29' |     |         |

| Метрополітано, Барранкілья Глядачів: 40,000 Арбітр: Убальдо Акіно (Парагвай) |

| 2001-07-17 18:30 |

| Еквадор                                    | 4–0 | Венесуела |
| ------------------------------------------ | --- | --------- |
| Дельгадо 19', 63' Фернандес 29' Мендес 60' |     |           |

| Метрополітано, Барранкілья Глядачів: 20,000 Арбітр: Хільберто Ідальго (Перу) |

| 2001-07-17 20:45 |

| Колумбія                            | 2–0 | Чилі |
| ----------------------------------- | --- | ---- |
| Арістісабаль 10' (пен.) Арріага 90' |     |      |

| Метрополітано, Барранкілья Глядачів: 50,000 Арбітр: Хорхе Ларріонда (Уругвай) |

### Група B
| Збірна   | І | В | Н | П | ГЗ | ГП | Р  | О |
| -------- | - | - | - | - | -- | -- | -- | - |
| Бразилія | 3 | 2 | 0 | 1 | 5  | 2  | +3 | 6 |
| Мексика  | 3 | 1 | 1 | 1 | 1  | 1  | 0  | 4 |
| Перу     | 3 | 1 | 1 | 1 | 4  | 5  | −1 | 4 |
| Парагвай | 3 | 0 | 2 | 1 | 4  | 6  | −2 | 2 |

| 2001-07-12 17:30 |

| Перу                                   | 3–3 | Парагвай                    |
| -------------------------------------- | --- | --------------------------- |
| Лобатон 16' Пахуело 57' дель Солар 72' |     | Феррейра 23', 64' Гарай 90' |

| Паскуаль Герреро, Калі Арбітр: Анхель Санчес (Аргентина) |

| 2001-07-12 19:45 |

| Бразилія | 0–1 | Мексика     |
| -------- | --- | ----------- |
|          |     | Борхетті 5' |

| Паскуаль Герреро, Калі Арбітр: Оскар Руїс (Колумбія) |

| 2001-07-15 16:00 |

| Бразилія                 | 2–0 | Перу |
| ------------------------ | --- | ---- |
| Гільєрме 9' Денілсон 85' |     |      |

| Паскуаль Герреро, Калі Арбітр: Хорхе Ларріонда (Уругвай) |

| 2001-07-15 18:15 |

| Парагвай | 0–0 | Мексика |
| -------- | --- | ------- |
|          |     |         |

| Паскуаль Герреро, Калі Арбітр: Роджер Самбрано (Еквадор) |

| 2001-07-18 17:30 |

| Перу       | 1–0 | Мексика |
| ---------- | --- | ------- |
| Ольсен 48' |     |         |

| Паскуаль Герреро, Калі Арбітр: Рене Ортубе (Болівія) |

| 2001-07-18 19:45 |

| Бразилія                            | 3–1 | Парагвай              |
| ----------------------------------- | --- | --------------------- |
| Алекс 60' Беллетті 89' Денілсон 90' |     | Альваренга 11' (пен.) |

| Паскуаль Герреро, Калі Арбітр: Анхель Санчес (Аргентина) |

### Група C
| Збірна     | І | В | Н | П | ГЗ | ГП | Р  | О |
| ---------- | - | - | - | - | -- | -- | -- | - |
| Коста-Рика | 3 | 2 | 1 | 0 | 6  | 1  | +5 | 7 |
| Гондурас   | 3 | 2 | 0 | 1 | 3  | 1  | +2 | 6 |
| Уругвай    | 3 | 1 | 1 | 1 | 2  | 2  | 0  | 4 |
| Болівія    | 3 | 0 | 0 | 3 | 0  | 7  | −7 | 0 |

| 2001-07-13 18:00 |

| Болівія | 0–1 | Уругвай      |
| ------- | --- | ------------ |
|         |     | Чевантон 60' |

| Атанасіо Хірардот, Медельїн Арбітр: Маурісіо Наварро (Канада) |

| 2001-07-13 20:15 |

| Гондурас | 0–1 | Коста-Рика  |
| -------- | --- | ----------- |
|          |     | Ванчопе 63' |

| Атанасіо Хірардот, Медельїн Арбітр: Маріо Санчес (Чилі) |

| 2001-07-16 18:00 |

| Уругвай        | 1–1 | Коста-Рика  |
| -------------- | --- | ----------- |
| К. Моралес 53' |     | Ванчопе 28' |

| Атанасіо Хірардот, Медельїн Арбітр: Карлос Сімон (Бразилія) |

| 2001-07-16 20:15 |

| Гондурас        | 2–0 | Болівія |
| --------------- | --- | ------- |
| Гевара 53', 68' |     |         |

| Атанасіо Хірардот, Медельїн Арбітр: Джон Торо Рендон (Колумбія) |

| 2001-07-19 18:00 |

| Болівія | 0–4 | Коста-Рика                             |
| ------- | --- | -------------------------------------- |
|         |     | Ванчопе 45', 71' Брайс 63' Фонсека 84' |

| Атанасіо Хірардот, Медельїн Арбітр: Луїс Солорсано (Венесуела) |

| 2001-07-19 20:15 |

| Гондурас   | 1–0 | Уругвай |
| ---------- | --- | ------- |
| Гевара 86' |     |         |

| Атанасіо Хірардот, Медельїн Арбітр: Роджер Самбрано (Еквадор) |

### Рейтинг команд на третьому місці
В кінці першого етапу, було проведено порівняння між третіми командами кожної групи. Два команди з кращими результатами вийшли в чвертьфінал.
| Г | Збірна  | І | В | Н | П | ГЗ | ГП | Р  | О |
| - | ------- | - | - | - | - | -- | -- | -- | - |
| C | Уругвай | 3 | 1 | 1 | 1 | 2  | 2  | 0  | 4 |
| B | Перу    | 3 | 1 | 1 | 1 | 4  | 5  | −1 | 4 |
| A | Еквадор | 3 | 1 | 0 | 2 | 5  | 5  | 0  | 3 |

## Плей-оф
|  | Чвертьфінали         | Чвертьфінали         |                    |          | Півфінали   | Півфінали   |  |  | Фінал             | Фінал |
|  |                      |                      |                    |          |             |             |  |  |                   |       |
|  | 22 липня – Перейра   |                      |                    |          |             |             |  |  |                   |       |
|  |                      |                      |                    |          |             |             |  |  |                   |       |
|  | Чилі                 | 0                    |                    |          |             |             |  |  |                   |       |
|  | Чилі                 | 0                    | 25 липня – Перейра |          |             |             |  |  |                   |       |
|  | Мексика              | 2                    |                    |          |             |             |  |  |                   |       |
|  | Мексика              | 2                    | Мексика            | 2        |             |             |  |  |                   |       |
|  | 22 липня – Арменія   |                      | Мексика            | 2        |             |             |  |  |                   |       |
|  |                      | Уругвай              | 1                  |          |             |             |  |  |                   |       |
|  | Уругвай              | Уругвай              | 1                  | 2        |             |             |  |  |                   |       |
|  | Уругвай              |                      | 29 липня – Богота  | 2        |             |             |  |  |                   |       |
|  | Коста-Рика           | 1                    |                    |          |             |             |  |  |                   |       |
|  | Коста-Рика           | 1                    | Мексика            | 0        |             |             |  |  |                   |       |
|  | 23 липня – Манісалес |                      | Мексика            | 0        |             |             |  |  |                   |       |
|  |                      | Колумбія             | 1                  |          |             |             |  |  |                   |       |
|  | Бразилія             | Колумбія             | 1                  | 0        |             |             |  |  |                   |       |
|  | Бразилія             | 26 липня – Манісалес |                    | 0        |             |             |  |  |                   |       |
|  | Гондурас             | 2                    |                    |          |             |             |  |  |                   |       |
|  | Гондурас             | 2                    | Гондурас           | 0        | Третє місце | Третє місце |  |  |                   |       |
|  | 23 липня – Арменія   |                      | Гондурас           | 0        | Третє місце | Третє місце |  |  |                   |       |
|  |                      | Колумбія             | 2                  |          |             |             |  |  |                   |       |
|  | Колумбія             | Колумбія             | 2                  | 3        | Уругвай     | 2 (4)       |  |  |                   |       |
|  | Колумбія             |                      |                    | 3        | Уругвай     | 2 (4)       |  |  |                   |       |
|  | Перу                 | 0                    |                    | Гондурас | 2 (5)       |             |  |  |                   |       |
|  | Перу                 | 0                    |                    |          | 2 (5)       |             |  |  |                   |       |
|  |                      |                      |                    |          |             |             |  |  | 28 липня – Богота |       |
|  |                      |                      |                    |          |             |             |  |  |                   |       |

### Чвертьфінали
| 2001-07-22 15:00 |

| Чилі | 0–2 | Мексика                 |
| ---- | --- | ----------------------- |
|      |     | Арельяно 17' Осорно 78' |

| Ернан Рамірес Вільєгас, Перейра Глядачів: 20,000 Арбітр: Карлос Сімон (Бразилія) |

| 2001-07-22 17:30 |

| Уругвай                   | 2–1 | Коста-Рика  |
| ------------------------- | --- | ----------- |
| Лемос 61' (пен.) Ліма 87' |     | Ванчопе 52' |

| Сентенаріо, Арменія Глядачів: 29,000 Арбітр: Оскар Руїс (Колумбія) |

| 2001-07-23 17:30 |

| Бразилія | 0–2 | Гондурас               |
| -------- | --- | ---------------------- |
|          |     | С. Мартінес 57', 90+4' |

| Палогранде, Манісалес Глядачів: 30,000 Арбітр: Убальдо Акіно (Парагвай) |

| 2001-07-23 19:45 |

| Колумбія                           | 3–0 | Перу |
| ---------------------------------- | --- | ---- |
| Арістісабаль 50', 69' Ернандес 66' |     |      |

| Сентенаріо, Арменія Глядачів: 30,000 Арбітр: Хільберто Алькала (Мексика) |

### Півфінали
| 2001-07-25 19:45 |

| Мексика                             | 2–1 | Уругвай        |
| ----------------------------------- | --- | -------------- |
| Борхетті 14' Гарсія Аспе 67' (пен.) |     | Р. Моралес 32' |

| Ернан Рамірес Вільєгас, Перейра Глядачів: 20,000 Арбітр: Анхель Санчес (Аргентина) |

| 2001-07-26 19:45 |

| Колумбія                  | 2–0 | Гондурас |
| ------------------------- | --- | -------- |
| Бедоя 6' Арістісабаль 63' |     |          |

| Палогранде, Манісалес Глядачів: 40,000 Арбітр: Маріо Санчес (Чилі) |

### Матч за 3-тє місце
| 2001-07-28 14:00 |

| Уругвай                    | 2–2 | Гондурас                     |
| -------------------------- | --- | ---------------------------- |
| Бісера 22' А. Мартінес 45' |     | С. Мартінес 14' Ісагірре 42' |

| Ель Кампін, Богота Глядачів: 47,000 Арбітр: Хільберто Ідальго (Перу) |

|                                                  |     | Пенальті                                          |  |
| Сорондо · Гутьєррес · Родрігес · Лемос · Олівера | 4–5 | Пінеда · С. Мартінес · Гарсія · Медіна · Ісагірре |  |

### Фінал
| 2001-07-29 16:30 |

| Колумбія      | 1–0      | Мексика |
| ------------- | -------- | ------- |
| І.Кордоба 65' | Протокол |         |

| Ель Кампін, Богота Глядачів: 47,000 Арбітр: Убальдо Акіно (Парагвай) |

## Чемпіон
| Кубок Америки 2001 |
| ------------------ |
| Колумбія 1-й титул |

## Найкращі бомбардири
6 голів
- Віктор Арістісабаль

5 голів
- Пауло Ванчопе

3 голи
- Крістіан Монтесінос
- Амадо Гевара
- Сауль Мартінес

## Остаточні позиції
| М                       | Збірна     | І | В | Н | П | ГЗ | ГП | Р   | О  | Е      |
| ----------------------- | ---------- | - | - | - | - | -- | -- | --- | -- | ------ |
| 1                       | Колумбія   | 6 | 6 | 0 | 0 | 11 | 0  | +11 | 18 | 100.0% |
| 2                       | Мексика    | 6 | 3 | 1 | 2 | 5  | 3  | +2  | 10 | 55.6%  |
| 3                       | Гондурас   | 6 | 3 | 1 | 2 | 7  | 5  | +2  | 10 | 55.6%  |
| 4                       | Уругвай    | 6 | 2 | 2 | 2 | 7  | 7  | 0   | 8  | 44.4%  |
| Вилетіли в чвертьфіналі |            |   |   |   |   |    |    |     |    |        |
| 5                       | Коста-Рика | 4 | 2 | 1 | 1 | 7  | 3  | +4  | 7  | 58.3%  |
| 6                       | Бразилія   | 4 | 2 | 0 | 2 | 5  | 4  | +1  | 6  | 50.0%  |
| 7                       | Чилі       | 4 | 2 | 0 | 2 | 5  | 5  | 0   | 6  | 50.0%  |
| 8                       | Перу       | 4 | 1 | 1 | 2 | 4  | 8  | −4  | 4  | 33.3%  |
| Не вийшли з групи       |            |   |   |   |   |    |    |     |    |        |
| 9                       | Еквадор    | 3 | 1 | 0 | 2 | 5  | 5  | 0   | 3  | 33.3%  |
| 10                      | Парагвай   | 3 | 0 | 2 | 1 | 4  | 6  | −2  | 2  | 22.2%  |
| 11                      | Болівія    | 3 | 0 | 0 | 3 | 0  | 7  | −7  | 0  | 0.0%   |
| 12                      | Венесуела  | 3 | 0 | 0 | 3 | 0  | 7  | −7  | 0  | 0.0%   |